# Madžalis
Madžalis (in russo Маджалис?; in lingua dargwa e in lingua cumucca: Мажалис) è un villaggio della Russia situato nel Daghestan. Appartiene al rajon Kajtagskij di cui è il centro amministrativo.
Il villaggio si trova sul fiume Ullučaj, 130 km a sud della città di Machačkala tra le colline pedemontane.